# Hort.
Hort. (of hort.) werd in de botanische nomenclatuur gebruikt in plaats van een auteurscitatie (achter een wetenschappelijke naam) om een naam aan te geven van een geteelde plant. Zo'n naam was niet formeel gepubliceerd (en dus geen echte wetenschappelijke naam) maar werd toch in de land- en tuinbouw gebruikt, gewoonlijk in de 19de eeuw of vroeger. 
Het is een afkorting voor hortulanorum (Latijn: "van de hoveniers"). De afkorting werd in 1905 voorgesteld op het Internationaal Botanisch Congres in Wenen. Voor het einde van de twintigste eeuw werd ze weer geschrapt.